# فرودگاه هروی بی
فرودگاه هروی بی (به انگلیسی: Hervey Bay Airport) یک فرودگاه همگانی مسافربری با کد یاتا HVB است که یک باند فرود آسفالت دارد و طول باند آن ۲۰۰۰ متر است. این فرودگاه در کشور استرالیا قرار دارد و در ارتفاع ۱۸ متری از سطح دریا واقع شده‌است.